# Hydnophytum costatum
Hydnophytum costatum är en måreväxtart som beskrevs av Emmanuel Drake del Castillo. Hydnophytum costatum ingår i släktet Hydnophytum och familjen måreväxter.
Artens utbredningsområde är Vietnam. Inga underarter finns listade i Catalogue of Life.